# Pusula maltbiana
Pusula maltbiana är en snäckart som först beskrevs av Jeanne Sanderson Schwengel och McGinty 1942.  Pusula maltbiana ingår i släktet Pusula och familjen Triviidae. Inga underarter finns listade i Catalogue of Life.